# GE 5200 (CPEF)
A GE 5200, também conhecida como GE Série 350, foi a primeira locomotiva elétrica fabricada no Brasil pela GE Transportation.

## História
A primeira locomotiva foi entregue em 19 de maio de 1967 para a Companhia Paulista de Estradas de Ferro, nas instalações da G.E. (GE do Brasil) em Boa Vista, (Campinas-SP) sendo que as demais foram entregues até 1968.
Foram um total de 10 locomotivas da série 350 do tipo C+C entregues à CPEF até 1968 e foram numeradas como Série 351 a 360. Diferentes das locomotivas recebidas pela Sorocabana, elas tinham duas cabines, eram mais potente e receberam o apelido de Vanderleia dos ferroviários da Companhia Paulista, em homenagem a uma famosa cantora da época. Operou nas ferrovias da região de Jundiaí, Campinas, Rio Claro, São Carlos e Araraquara, tracionando trens de passageiros e de carga. Na Fepasa foram renumeradas como Série 6351 a 6360.
| Modelo | Potência (HP) | Bitola (m) | Fabricante       | Origem | Ano de Fabricação |
| ------ | ------------- | ---------- | ---------------- | ------ | ----------------- |
| GE 350 | 4358          | 1,600      | General Electric | Brasil | 1967              |